# Jan de Bouvières
Jan de Bouvières, genaamd Souastre, heer van der Vichte, (ca. 1520 - Gent, 1 juli 1573) was burgemeester van Brugge.

## Levensloop
Jan de Bouvières, die het vertrouwen van de Spaanse heersers genoot, stond gedurende verscheidene jaren aan het hoofd van de stad Brugge. Het was een tijd van relatieve rust, hoewel natuurlijk de problemen van de hervorming zich lieten gevoelen en regelmatig bewoners van de stad de vlucht namen als gevolg van hun hervormingsgezinde godsdienstige overtuigingen. Een van hen was de schilder en cartograaf Marcus Gerards, die in 1568 met zijn gezin naar Engeland emigreerde.
De katholieke kerk was zich aan het herstellen, meer bepaald door de oprichting van nieuwe bisdommen, zoals het bisdom Brugge (1559). Hevige voorvechters van de katholieke leer, zoals broeder Cornelis van Dordrecht, traden op het voorplan.
Het belette niet dat men in 1566 het aantal calvinisten in Brugge op drie à vierduizend raamde. Af en toe werden in de randgemeenten hagenpreken gehouden en nu en dan eindigde een veroordeelde protestant op de brandstapel. Het was de tijd van de hertog van Alva en van de Bloedraad.  
Nadat de Bouvières onverwacht overleden was in Gent op 1 juli 1573, werd hij als dertiende schepen al op 6 juli vervangen door Antoon van Huerne, maar werd pas op 23 februari 1574 als burgemeester vervangen door Jan II Pardo.
In 1987 was Jan de Bouvières, zoon van de Jan de Bouvières senior, burgemeester van de raadsleden.

## Stadsbestuur
De Bouvières was in:
- 1564-1565: burgemeester van de raadsleden
- 1565-1566: burgemeester van de raadsleden
- 1566-1567: burgemeester van de raadsleden
- 1569-1570: burgemeester van de schepenen
- 1570-1571: burgemeester van de schepenen
- 1571-1572: burgemeester van de schepenen
- 1572-1573: burgemeester van de schepenen.

## Bron
- Stadsarchief Brugge, Register van de Wetsvernieuwingen.